# Périgneux
Périgneux település Franciaországban, Loire megyében. Lakosainak száma 1601 fő (2022. január 1.). Périgneux Aboën, Chambles, Chenereilles, Luriecq, Saint-Marcellin-en-Forez, Saint-Maurice-en-Gourgois, Saint-Nizier-de-Fornas és La Tourette községekkel határos.

## Népesség
A település népességének változása:
| Lakosok száma | 812  | 765  | 896  | 1222 | 1429 | 1467 | 1512 | 1580 | 1589 | 1601 |
|               | 1968 | 1982 | 1990 | 2006 | 2013 | 2015 | 2017 | 2019 | 2020 | 2022 |